# Viktor Manakov (ciclista nascido em 1992)
Viktor Manakov (nascido em 9 de junho de 1922) é um ciclista profissional russo, membro da equipe luxemburguesa de categoria UCI Continental, Leopard Development Team.